# Daniel Georg Neugeboren
Daniel Georg Neugeboren (Nagyszeben, 1759. szeptember 21. – Berethalom, 1822. február 11.) ágostai evangélikus szuperintendens.

## Élete
Miután szülővárosában a gimnáziumot elvégezte, 1778-ban nevelőnek ment Belovárba (Horvátország) Csernel alezredes fiához. 1782 áprilisától 1784 tavaszáig a lipcsei egyetemen tanult. 1783-ben a Báthory-család genealógiájáról írtdolgozatával elnyerte a Jablonowsky Társaság díját.  Hazatérve szülővárosában conrektor és rektor lett; tanári tevékenysége alatt több tankönyvet írt. A latin grammatikája évtizedeken át használatban maradt.
1799. augusztus 29. szerdahelyi lelkésznek választották, 1805. október 20. pedig városi lelkész lett Szászsebesen. 1806. december 17. szuperintendenssé választották, ugyanakkor lelkipásztor volt Berethalmon. Baráti viszonyban élt Samuel von Brukenthal báróval és Ederrel; megalapította a báró könyvtárának és éremgyűjteményeinek katalógusát. Társalapítója volt a Siebenbürgischer Quartalschrift-nek, az első erdélyi tudományos folyóiratnak (1790-1801). 1800-ban Müller superintendens meghívta az ágostai evangélikus konzisztórium tervének kidolgozására s ezen munkálatokban a további években is élénk részt vett. Az egyházak és iskolák gyakori látogatásával sok újítást vezetett be, melyekkel az addigi hiányokat és hibákat pótolta. Az oktatás megújítására vonatkozó, Rousseau és Basedow hatását mutató terveit megvalósította az erdélyi szász elemi iskolákban, és halála után bevezették a gimnáziumokba is, jelentősen hozzájárulva a felekezeti iskolaügy fejlődéséhez.
Cikkei a Siebenb. Quartalschriftben (I. 1–27. Ueber die Lage und die Hindernisse der Schriftstellerei in Siebenbürgen, 82-–09. és 209–242. l. Uebersicht der neuesten Literatur, 283–312. l. Auszug aus d'Anville's Abhandlung von den Völkern, welche heut zu Tage das Trajanische Dacien bewohnen); az Intelligenzblatt des Siebenb. Boteban (1803. 207–209. l. Nachtrag zu der Ederschen Erörterung einer alten Goldmünze); a Teutsch Fr. Schul-Ordnungjában (II. 99. Unmassgeblicher Vorschlag zu einer vorteilhaften Einrichtung des Hermannstädter evangelischen Schul- und Kirchenwesens 1796–1797.; II. 184. Die Visitationsartikel von 1818; 189. Plan zur Verbesserung des Schulwesens der Augsburgischen Konfessionsverwandten in Siebenbürgen) jelentek meg.
Fennmaradtak levelei Jakob Aurelius Müller rektorhoz (Archiv. f. Landeskunde. N. F. XV.), Weber pozsonyi könyvárússegédhez (Archiv. f. Landeskunde. N. F. XV.), Johann Teutsch brassói lelkészhez (Archiv. f. Landeskunde. N. F. XV.), levélváltás egy nagyszebeni gimnáziumi tanuló atyjával (Archiv. f. Landeskunde. N. F. XV.), Bánffy György grófhoz (Archiv. f. Landeskunde. N. F. XV.), Jenából 1774. szeptember 2. (Archiv. f. Landeskunde. N. F. XX. 541. l.).

## Művei
- Joannis Com. de Bethlen Commentarii de rebus Transylvanicis proximis ab obitu Gabrielis Bethlenii 34 annis gestis. Editio nova. Viennae, 1778., 1780, két kötet (szerző életrajzával)
- De gente Bathorea Commentarius, quo ad quaestionem ab illustri societate Jablonoviana propositam respondit. Lipsiae, 1783 (pályamunka, 2. kiadás. Cibinii, 1829. Ism. Nemzeti Társalkodó 1830. I. 270. l.)
- Johann Theodor v. Hermann, Gubernial-Sekretär. Hermannstadt, 1790
- Donatus latino-germanicus oder Erste Anleitung zur der grammatikalischen Kenntniss der deutschen und der lateinischen Sprache. Zum Gebrauch der untersten Klassen des Hermannstädter evang. Gymnasiums. Hermannstadt, 1795
- Ad orationem de Studiis eorum, qui ad numera Doctorum publicorum in Gymnasiis Transilvanicis adspirant, et ad Disputationem, qua methodi sinuum inveniendorum universalis. Dissertatione adnexa expositae, thesiumque subjunctorum veritatem D. Jo. Binder, Prof. P. O. de 9. Novemb. (1797) defendet, invitat Gymn. Cibin. Hermannstadt.
- Gebet nach den Bedürfnissen der gegenwärtigen Zeitumstände zum Gebrauch der evang. Kirchen in Siebenbürgen auf a. h. Befehl verordnet. Hermannstadt
- Gebet nach der Predigt zu sprechen am Tage der 100 jährigen Feier des Festes der durch Dr. M. Luther im Jahre 1517 begonnenen Kirchenreformation. Hermannstadt, 1817
- Kurzer Unterricht von der im Jahr 1517 durch Dr. Martin Luther unternommenen Reformation und der dadurch gestifteten evangelischen Kirche. Hermannstadt, 1817
- Kéziratban: nagy latin Grammatika, melyet Schuller János Györgygyel együtt készítettek; Elegia obitum Josephi II. deplorans; Beleuchtung der von dem Burzenländer Kapitel vorgelegten Abhandlung über das von demselben für seine Dechanten angesprochene Ordinationsrecht 1814.; Diss. de Toris Saxonum in Transsilvania sat.